# Marquês de Marialva

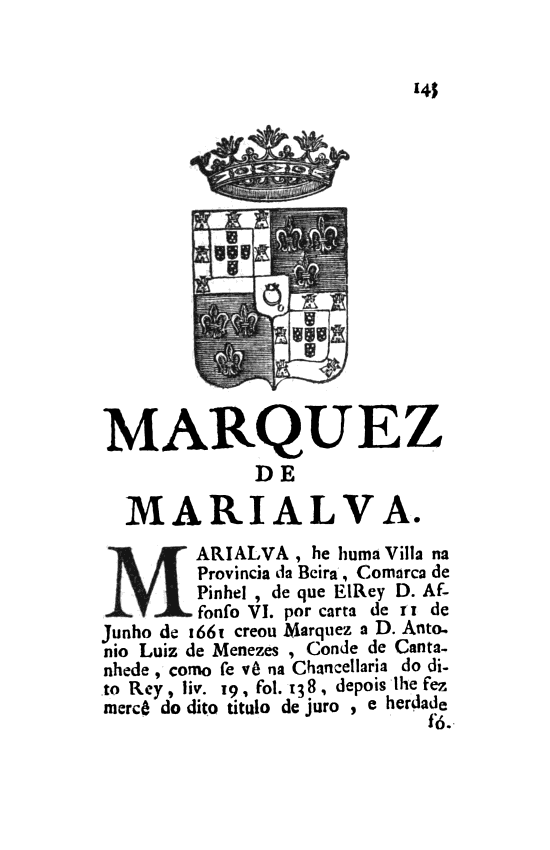
Título dos Marqueses de Marialva, in Memorias Historicas e Genealogicas dos Grandes de Portugal (1755). Estas eram somente as armas dos Marqueses de Marialva (1661) ainda Condes de Cantanhede (1479), mas não as dos condes no século XV.

O título de Marquês de Marialva foi um título nobiliárquico de Portugal criado a 11 de Junho de 1661 por D. Afonso VI, a favor de D. António Luís de Meneses, 3.º Conde de Cantanhede pelo seu papel importante na Guerra da Restauração (1640–1668), nomeadamente a sua grande vitória na Batalha das Linhas de Elvas em 1659.
Este título de Conde de Cantanhede por sua vez fora criado a 6 de Agosto de 1479 por D. Afonso V, a favor de D. Pedro de Meneses. O título substituiu o de senhor de Cantanhede, e como tal foi absorvido pelo marquesado; foi então usado, tal como era prática corrente, pelo herdeiro do marquesado em vida do pai.
Os Meneses de Cantanhede descendiam da mais alta nobreza da Península Ibérica. O título foi referido por D. António Caetano de Sousa nas Memorias Historicas e Genealogicas dos Grandes de Portugal no século XVIII; e mais recentemente, Anselmo Braamcamp Freire dedicou à linhagem o Cap. VI do Vol. I dos Brasões da Sala de Sintra, incluindo os ramos de Cantanhede e Marialva; da Ericeira e Louriçal; e de Tarouca e Penalva; e ainda o de Vila Real; e vários ramos menores.
O mais conhecido de todos os titulares será sem dúvida D. Pedro de Alcântara de Meneses, o famoso 4.º Marquês de Marialva, estribeiro-mor de D. José I. Considerado o melhor cavaleiro de Portugal do seu tempo, teve um papel decisivo no aperfeiçoamento da Picaria Real e da arte equestre em Portugal na segunda metade do século XVIII. Na obra magna de cavalaria do século, a portuguesa Luz da Liberal e Nobre Arte da Cavallaria (1790), ele pode ser visto em várias das belas estampas demonstrando exercícios da alta escola. A sua arte equestre, frequentemente apelidada de arte de Marialva em Portugal, tem hoje uma digna sucessora na Escola Portuguesa de Arte Equestre.
Para além deste, o membro mais importante da linhagem foi justamente D. António Luís de Meneses, o 3.º Conde de Cantanhede, um dos principais chefes militares na última década da Guerra da Restauração e comandante supremo, como foi dito, do exército português na Batalha das Linhas de Elvas, e por isso feito primeiro Marquês de Marialva.
A Casa de Marialva possuía o senhorio das vilas de Cantanhede, Marialva, Mondim, Melres, Ermelo, Vilar de Ferreiras, Leomil, Atei, Álvaro, entre outras, e os morgados de Medelo e de São Silvestre.
A partir do 4.º Marquês os Marqueses de Marialva passaram a varonia Noronha. Com a morte sem geração de D. Pedro de Meneses, 6.º Marquês de Marialva, foi a Casa de Marialva foi incorporada na Casa de Lafões, com varonia Bragança, devido ao casamento de D. Henriqueta de Lorena e Meneses, irmã do 6.º Marquês, com o 2.º Duque de Lafões.

## Origens medievais

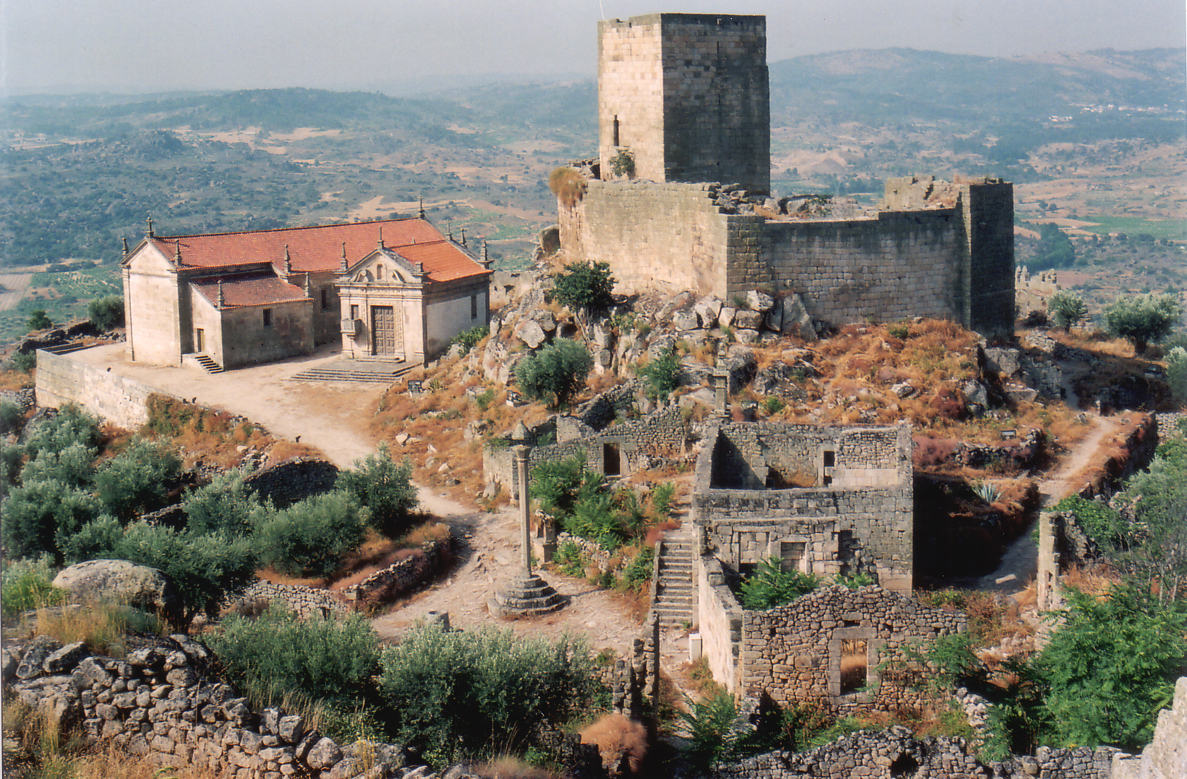
Ruínas do castelo de Marialva.

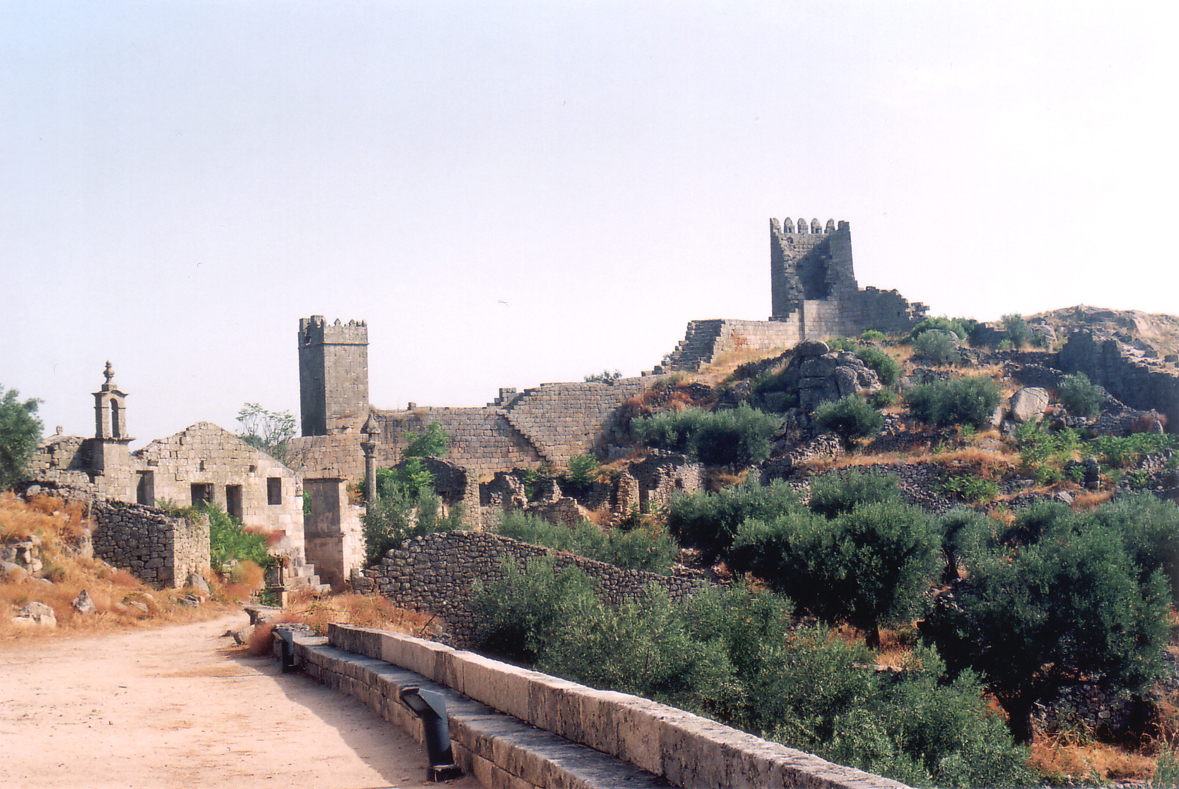
Ruínas da vila de Marialva.

As origens dos Meneses senhores e condes de Cantanhede, e mais tarde marqueses de Marialva, remontam aos grandes Meneses do século XIV, cujas lutas pelo poder tão bem relatadas foram nas crónicas de Fernão Lopes. Os senhores de Cantanhede descendem assim de D. Gonçalo Teles de Meneses, o primeiro Conde de Neiva, irmão do sexto Conde de Barcelos, D. João Afonso Telo, e da rainha D. Leonor Teles.
Os Condes de Cantenhede e Marqueses de Marialva tinham assim a mesma ascendência que os Condes da Ericeira e Marqueses de Louriçal, que era um ramo desta Casa. E também os Condes de Tarouca e Marqueses de Penalva eram parentes destes títulos, visto serem descendentes de D. João Afonso Telo de Meneses, o primeiro Conde de Ourém, tio dos mencionados Conde de Neiva, Conde de Barcelos, e D. Leonor Teles.

### Senhores de Cantanhede
Entre os Meneses de Cantanhede do final de Quatrocentos, é justo referir D. João de Meneses (ca. 1460–1514), filho do 4.º senhor de Cantanhede e irmão do primeiro conde. Tal como grande parte da alta nobreza portuguesa de então, participou nas campanhas em Marrocos, sendo capitão de Arzila e de Azamor, onde faleceu.
1. D. Gonçalo Teles de Meneses, primeiro Conde de Neiva em 1373.
2. D. Martinho de Meneses.
3. D. Fernando de Meneses.
4. D. João de Meneses.
5. D. Pedro de Meneses (ca. 1450–1518), primeiro Conde de Cantanhede em 1479.

### Armas
Como refere Braamcamp Freire, o Conde de Neiva havia casado, antes de 1372, com D. Maria Afonso de Albuquerque, filha do grande D. João Afonso de Albuquerque, o do Ataúde, aio e mordomo-mor de Pedro I de Castela. Braamcamp Freire continua:

Em atenção a êste casamento, e para se distinguirem dos Meneses da linha de Vila Rial, [isto é, os Condes de Vila Real (1424)] formaram os descendentes do Conde de Neiva o escudo das suas armas, sobrepondo o escudete de oiro liso, armas antigas da família, ao escudo dos Albuquerques. Ficou então o seu brasão constituido pela seguinte forma: esquartelado: o I e IV das armas do reino com um filete de negro sotopôsto em barra; o II e III de vermelho, cinco flores de lis de oiro; sôbre o todo, de oiro liso.

## Condes de Cantanhede (1479)

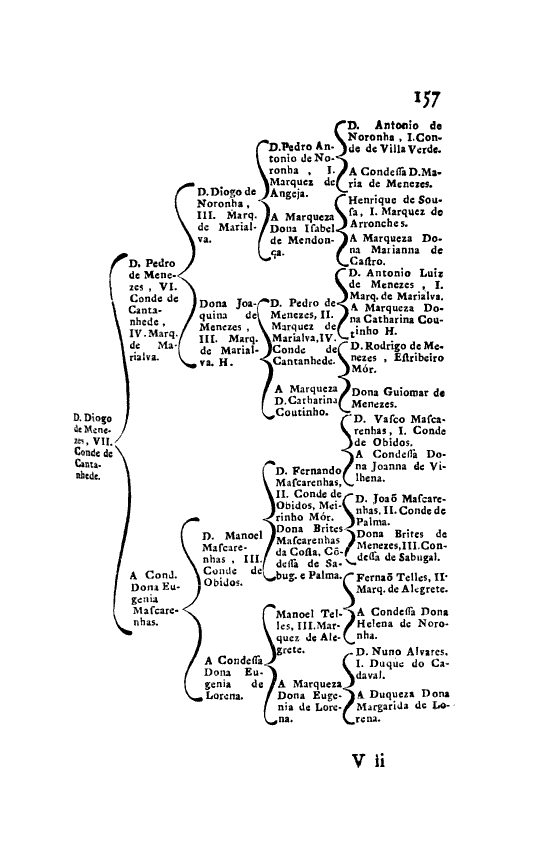
Costados do 5.º Marquês de Marialva, na obra de D. António Caetano de Sousa.

A concessão do título condal em 1479 ao 5.º senhor de Cantanhede enquadra-se na onda de mercês decorrente da Batalha de Toro (1476), em que D. Pedro de Meneses esteve presente. No entanto, o título apenas foi renovado quase século e meio mais tarde, em 1618, no seu quarto neto homónimo, D. Pedro de Meneses, 9.º senhor de Cantanhede.
Pouco depois este último foi o encarregado de reunir o contingente militar da região de Coimbra destinado a incorporar a famosa Jornada dos Vassalos: a grande armada luso-espanhola que reconquistou Salvador (Bahia) dos holandeses em 1625, após a conquista da então capital portuguesa do Brasil no ano anterior. No final da sua vida o 2.º Conde de Cantanhede foi Presidente do Senado da Câmara de Lisboa. Nomeado ainda em 1639, antes da Restauração a 1 de Dezembro o ano seguinte, logo aderiu à aclamação de D.João IV, e permaneceu no cargo até 1643. Faleceria no ano seguinte.

### Titulares
1. D. Pedro de Meneses 1.º Conde de Cantanhede.
2. D. Pedro de Meneses (†1644), 2.º Conde de Cantanhede; quarto neto do anterior.
3. D. António Luís de Meneses (1603–1675), 3.º Conde de Cantanhede e 1. º Marquês de Marialva; filho do anterior.
4. D. Pedro António de Meneses (1658–1711), 4.º Conde de Cantanhede e 2.º Marquês de Marialva; filho do anterior.
5. D. Joaquina Maria Madalena da Conceição de Meneses (1691–1740), terceira Marquesa de Marialva; filha do anterior. Casou em 1712 com D. Diogo de Noronha, filho segundo do 3.º Marquês de Angeja, sendo a varonia da Casa substituída pela dos Noronhas.[5]
6. D. Pedro José de Alcântara de Meneses Noronha Coutinho (1713–1799), 6.º Conde de Cantanhede e 4.º Marquês de Marialva; filho dos anteriores.
7. D. Diogo José Vito de Meneses Noronha Coutinho (1739–1803), 7.º Conde de Cantanhede e 5.º Marquês de Marialva; filho do anterior.
8. Pedro José Joaquim Vito de Meneses Coutinho (c. 1775–1823), 8.º Conde de Cantanhede e 6.º Marquês de Marialva; filho do anterior. Sem geração.

### Armas
Em data incerta, os Condes de Catanhede modificaram as armas mencionadas supra: 1) no I e IV quartel, retiraram o filete em barra; no II e III, substituíram as armas pelas armas reais de França; e por fim, introduziram no escudete um anel. Estas são as armas que se podem ver na obra de D. António Caetano de Sousa, que as descreve da seguinte forma:

As Armas deſta Caſa ſão o Eſcudo eſquartelado das Armas de Portugal, e no outro tres Flores de Liz de Ouro em campo azul, e no meyo o Eſcudo dos Menezes, que he em campo de ouro hum anel, e por timbre: por Timbre uma Donzella veſtida de Ouro com o Eſcudo nas maõs.

Este II e III quartel eram as armas reais da França; note-se, no entanto, que não existia qualquer parentesco com esta.
Note-se que estas armas são idênticas às dos Marqueses de Louriçal.

## Marqueses de Marialva (1661)

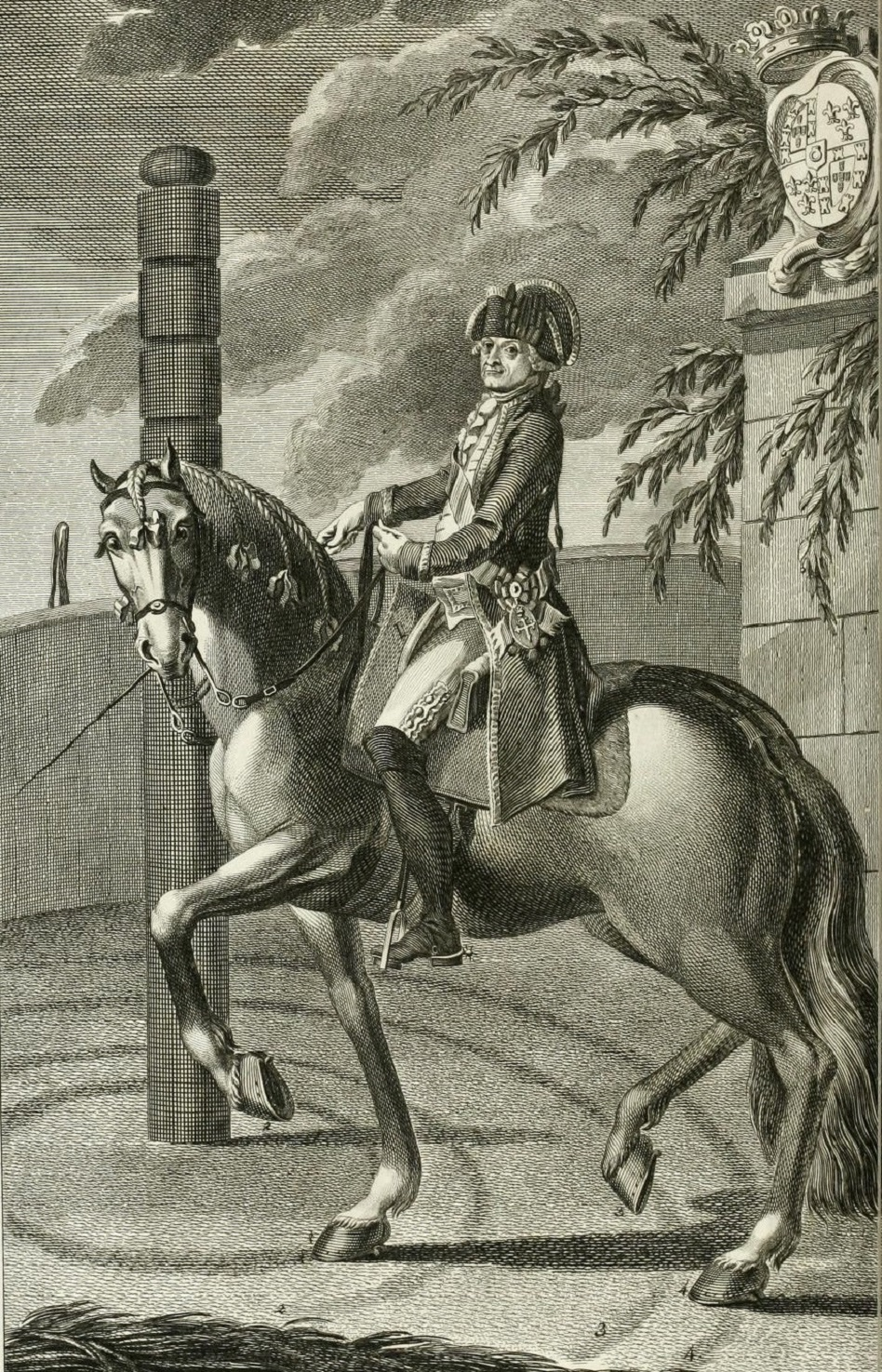
D. Pedro de Alcântara de Meneses, o famoso 4.º Marquês de Marialva, estribeiro-mor de D. José I, na Luz da Liberal e Nobre Arte da Cavallaria, Estampa IX, p. 164 (1790).

O 3.º Conde de Cantanhede era um acérrimo adversário político do Conde de Odemira, figura então de grande influência na corte. Por essa razão, sempre até a morte de D. João IV em 1656 recusou qualquer cargo de relevo na corte. Após a morte do monarca, a regente D. Luísa de Gusmão nomeou-o em 1658 Capitão-General do exército que foi em auxílio da praça de Elvas, sitiada pelo exército espanhol. Graças à importante vitória que foi a Batalha das Linhas de Elvas, em 1659, foi então o Conde de Cantanhede elevado a Marquês de Marialva em 1661. Poucos anos mais tarde, seria novamente o comandante supremo do exércico português que ganhou a grande vitória da Batalha de Montes Claros (1665), a última grande batalha da guerra.
O 4.º marquês foi o famoso "Marquês de Marialva", exímio cavaleiro e estribeiro-mor de Sua Majestade Fidelíssima.
O 6.º Marquês de Marialva foi diplomata. Com a sua morte sem descendência em Paris em 1823 ― numa época já de dificuldades para a alta nobreza, acentuadas pela Revolução Liberal do Porto em 1820, e mais tarde pelo resultado das Guerras Liberais (1828–1834) ―, a representação do título passou aos Duques de Lafões, graças ao casamento da irmã do último marquês com João Carlos de Bragança, o 2.º Duque de Lafões.

### Titulares
1. D. António Luís de Meneses (1603–1675), 1.º Marquês de Marialva e 3.º Conde de Cantanhede; filho do anterior.
2. D. Pedro António de Meneses (1658–1711), 2.º Marquês de Marialva e 4.º Conde de Cantanhede; filho do anterior.
3. D. Joaquina Maria da Conceição de Meneses (1691–1740), 3. ª Marquesa de Marialva e 5.ª Condessa de Cantanhede; filha do anterior. Casou em 1712 com D. Diogo de Noronha, filho segundo do 3.º Marquês de Angeja, como ficou dito supra.
4. D. Pedro José de Alcântara de Meneses Noronha Coutinho (1713–1799), 4.º Marquês de Marialva e 6.º Conde de Cantanhede; filho dos anteriores.
5. D. Diogo José Vito de Meneses Noronha Coutinho (1739–1803), 5.º Marquês de Marialva e 7.º Conde de Cantanhede; filho do anterior.
6. D. Pedro José Joaquim Vito de Meneses Coutinho (c. 1775-Paris, 1823), 6.º Marquês de Marialva e 8.º Conde de Cantanhede; filho do anterior. Sem geração .
7. D. Lopo de Bragança, 6º duque de Lafões (1921–2008)
8. D. Diogo de Bragança, 8º marquês de Marialva (1930–2012)
9. D. Afonso Caetano de Barros e Carvalhosa de Bragança, 7º Duque de Lafões (1956–2021)
10. D. Miguel Bernardo do Casal Ribeiro Bravo de Bragança, 8º Duque de Lafões (1982)

### Armas
As armas dos Marqueses de Marialva eram as dos Condes de Cantanhede supra. No entanto, Braamcamp Freire refere um serviço de louça, que teria pertencido ao último marquês, já de varonia Noronha, com as seguintes armas: escudo esquartelado: o I Portugal; o II de vermelho, três flores de lis de ouro (Albuquerque modificado); o III Noronha; o IV Coutinho.. No entanto, na Luz da Liberal e Nobre Arte de Cavallaria, de 1790, as armas do 4. marquês são sempre vistas como sendo as descritas e ilustradas por D. António Caetano de Sousa, o que sugere que assim teriam sido, pelo menos, durante todo o século XV.